# Стамболи, Илья Борисович
Илья́ Бори́сович Стамбо́ли (20 августа 1871, Мелитополь, Таврическая губерния — 5 февраля 1954, Стамбул) — мелитопольский предприниматель, купец и меценат, создавший в Мелитополе летний сад, Зимний театр и первый в городе кинотеатр.

## Биография
Родился в 1871 году в Мелитополе в богатой караимской семье феодосийского мещанина Бориса (Баруха) Иосифовича Стамболи и Эстер Яковлевны Фиркович, внучки археолога А. С. Фирковича. Он успешно вёл дела, владел складами и винными лавками. Основным местом жительства его семьи был Мелитополь. Здесь он развернул активную созидательную деятельность, которая на много десятилетий определила культурную жизнь города.
Так, в 1907 году на собственные деньги он построил на Воронцовской улице концертный зал — Зимний театр. В 1908 году на перекрёстке Воронцовской и Торговой улиц он открыл первый в городе кинотеатр (как его тогда называли, электробиограф). В 1908 году на берегу Молочной реки, в районе нынешнего стадиона «Авангард» и спорткомплекса моторного завода, Стамболи разбил летний сад, построил в нём эстраду, кофейню, купальни, большой пруд, пристань на р. Молочной, организовал прокат лодок. Сад стал излюбленным местом отдыха горожан. Здесь играл оркестр, проводились народные гуляния, игры для детей, международные спортивные соревнования, на эстраде летнего сада выступали многие знаменитости.
В 1922 году, после прихода к власти большевиков, Илья Борисович и его дочь Александра были вынуждены иммигрировать в Турцию. Там Илья Борисович скромно жил в Стамбуле, содержал кафе и занимался торговлей. Его жена Мария Вениаминовна Стамболи после революции осталась жить в Мелитополе, затем переехала в Харьков, где и умерла в 1943 году. Дочь Ильи Борисовича, Александра, стала журналисткой и умерла в Турции в конце 1970-х годов. Его сыновья разъехались по разным городам СССР. Один из них, Яков, остался в Мелитополе.
Умер 5 февраля 1954 года в Стамбуле и похоронен на местном караимском кладбище.

## Культурное наследие и память
Зимний театр Стамболи в советское время стал Дворцом культуры «Октябрь». Теперь это Центр культуры и искусств Мелитопольского государственного педагогического университета. В 2009 году на здании была открыта мемориальная доска в память о Стамболи.
Электробиограф, построенный Стамболи, в советские годы стал кинотеатром «Красный факел», затем — кинотеатром им. 30-летия ВЛКСМ. В настоящее время здание кинотеатра превращено в магазин.
Летний сад Стамболи просуществовал до начала Великой Отечественной войны. В нём работали купальни, были ухоженные аллеи и цветочные клумбы. Зимой на пруду устраивали каток, а рядом с ним действовал прокат коньков. Сейчас от сада Стамболи остались только несколько дубов и заросший камышами пруд.
В 2010 году портрет Стамболи, наряду с портретами других выдающихся мелитопольцев, был включён в настенный календарь «Гордость земли мелитопольской».
В сентябре 2012 года, накануне празднования 228-летия Мелитополя, на улицах города были установлены рекламные щиты с портретами 6 выдающихся исторических личностей, связанных с городом, в том числе — Ильи Стамболи.
В 2016 году улица Петровского в Мелитополе была переименована и названа в честь Ильи Стамболи.
20 августа 2021 года в Мелитопольском краеведческом музее открылась выставка, посвящённая 150-летию со дня рождения И. Б. Стамболи.